# Scoglio di Rovigliano
Lo Scoglio di Rovigliano è un'isola minore del golfo di Napoli, situata nei pressi della foce del fiume Sarno, in località Rovigliano, al confine tra Castellammare di Stabia e Torre Annunziata, a cui appartiene amministrativamente.

## Storia

Scoglio di Rovigliano in una foto d'epoca

Originariamente chiamata Petra Herculis, la leggenda vuole che Ercole, tornando dalla Spagna dalla decima delle sue dodici fatiche, prima di fondare le città di Ercolano e Stabia, staccò la cima del monte Faito, scagliandola in mare, formando così l'isolotto: durante l'epoca romana, su di esso sorgeva un tempio dedicato ad Ercole, di cui oggi rimane un pezzo di muro realizzato in opus reticolatum; successivamente fu anche chiamato Pietra di Plinio, in quanto lo scrittore Gaio Plinio Secondo, trovò la morte durante l'eruzione del Vesuvio del 79 nei pressi dello scoglio. Il primo documento che testimonia l'attuale nome risale all'epoca di papa Innocenzo III, che in una bolla parla della località di Rubellanium, oggi Rovigliano, come confine tra le diocesi di Napoli e Nola: il nome deriva, secondo gli archeologi, o dal cognome di un'antica famiglia romana, la gens Rubilia, oppure dal console Rubelio, proprietario dello scoglio, o ancora dal termine latino robilia, ossia delle piante leguminose, simile alle cicerchie, che crescevano abbondanti nella zona dell'ager.
Nel corso dei secoli assunse diverse funzioni: nel VI secolo divenne abitazione privata, nel IX secolo passò alla proprietà di Ernesto Longobardi che lo trasformò in luogo di accoglienza per giovani donne dedite alla vita monastica, nel XII secolo divenne monastero e chiesa cistercense ed infine nel XVI secolo divenne una fortezza, per difendersi dalle incursioni saracene, sulla cui sommità fu costruita una torre, visibile ancora oggi. Dal 1860 lo scoglio passò al demanio; nel 1931 fu aperto un ristorante, il quale però ebbe poca fortuna, chiudendo poco dopo. Rimangono solo poche rovine della torre, versanti in condizioni di degrado.

## Geologia
Lo scoglio di Rovigliano ha una struttura geologica simile a quella dei monti Lattari, ossia rocce sedimentarie, principalmente di tipo calcare e dolomia. È inoltre ipotizzabile che l'isola si sia formata a seguito dello sprofondamento di un'antica montagna della quale rappresenta la vetta: lo sprofondamento potrebbe essere avvenuto a seguito della collisione della placca africana con quella euroasiatica, avvenimento che ha portato inoltre alla formazione della piana campana.
Fino al III secolo l'isolotto distava dalla costa circa quattro miglia, distanza che con il passare degli anni è andata notevolmente riducendosi a seguito dei sedimenti delle eruzioni vulcaniche e dei detriti che si sono accumulati alla foce del Sarno.